# Ахмед Шаукі
Ахме́д Шаукі́ (араб. أحمد شوقي, англ. Ahmed Shawqi; 1868 — 1932) — єгипетський поет і драматург, один із родночальників сучасної єгипетської літератури, відомий, в першу чергу, започаткуванням епічної драми в арабській літературній традиції. Поезія Шаукі вважається однією з найдовершених у єгипетській літературі ХХ століття.

## Життєпис
Ахмед Шаукі ріс і виховувався у привілейованій обстановці — його родина була відомою й наближеною до двору єгипетського хедива.
По закінченні вищої школи, Шаукі відвідував юридичну школу, здобув диплом тлумача. А потому йому запропонували роботу при дворі хедива Аббаса II, на що він радо відразу ж пристав.
Після року при хедивовому дворі, Ахмеда направили продовжити на трирічний термін свої правові студії до університетів Монпельє та Парижа. Під час перебування у Франції, Шаукі ознайомився з тогочасною французькою культурою, і, зокрема, великий вплив на нього мали твори знаменитих французьких драматургів Мольєра та Расіна.
Повернувся до Єгипту Ахмед Шаукі 1894 року, і залишався провідним діячем єгипетського культурного фронту, доки 1914 року британці не примусили його емігрувати до Андалузії на півдні Іспанії.
Шаукі лишався там до 1920 року, а тоді повернувся до Єгипту.
1927 року Шаукі за здобутки на літературній ниві «коронували» ім'ям Amir al- Sho'araa’ أمير الشعراء(дослівно: «Король поетів»).
До часу заслання Ахмед Шаукі звично проживав у ‘Karmet Ibn Hani’ або у «Винограднику ібн-Хані» (كرمة ابن هانىء) в районі Ель-Матарійя (Al-Matariyyah), поруч із палацом хедива Аббаса II Сарай ель-Кобба (Saray El-Qobba). По поверненні до Єгипту він збудував новий будинок у Гізі, який поетично назвав «Новим виноградником ібн-Хані». Згодом са́ме цей дім став будівлею Музею Ахмеда Шаукі.

## Творчість
Твори Шаукі можна розділити на три основні творчі етапи:
- перший відноситься до часу перебування при дворі хедива Аббаса II — у цей період Шаукі створював переважно оди на уславлення хедива й на підтримку його політики;
- другий охоплює період висилки до Іспанії — у цей час поетичний талант Шаукі втілився у ліричних та патріотичних віршах, просякнутих теплими почуттями до рідного Єгипту та арабського світу;
- третій починається після повернення поета із заслання на батьківщину — він переймається славним минулим Давнього Єгипту та ісламу. У цей період Шаукі написав свої релігійні поеми, що уславлювали Пророка Мухаммеда. Також тоді ж були створені й опубліковані найвідоміші п'єси автора.

П'єси

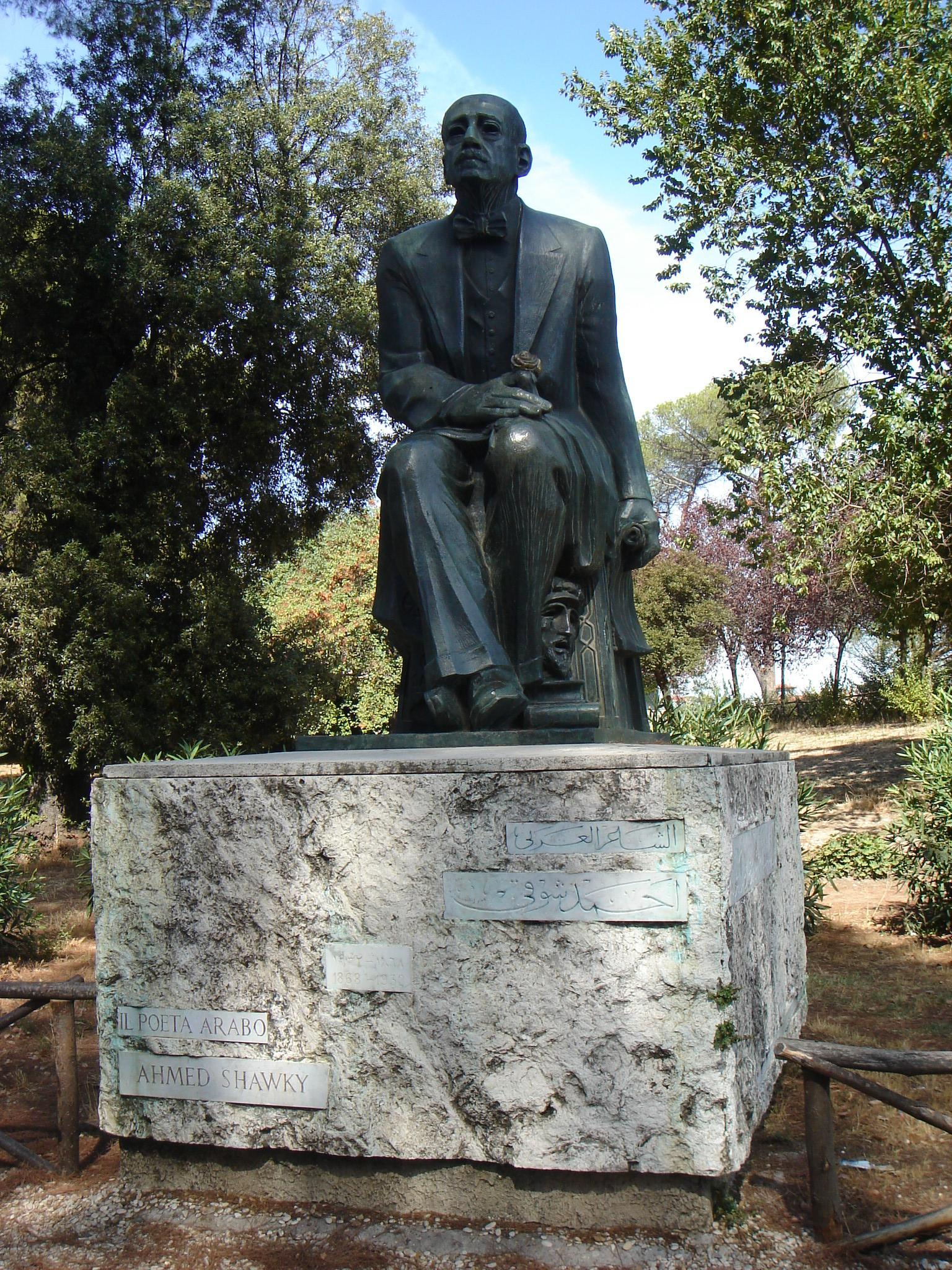
Пам'ятник Ахмеду Шаукі у Вілла Боргезе

Ахмед Шаукі першим у арабській літературі взявся за написання поетичних п'єс. Його перу належать 5 трагедій:
- «Божевільна Лейла» (Magnun Laila), перша п'єса Шаукі;
- «Смерть Клеопатри», найвідоміша п'єса драматурга;
- 'Antara;
- Ali bek el-Kabeer;
- Qambeez;

та 5 комедій:
- Es-Set Huda
- «Жебрак» (El-Bakhila);

і на додачу п'єса в прозі: «Принцеса Андалузії».
Поезія
- Esh-Shawqiyyat, збірка обраних творів Шаукі в 4 томах, включаючи Nahj al-Burda на честь Пророка Мухаммеда;
- «Арабські країни й Великі достойники ісламу», довга поема з історії ісламу.

Проза
Ахмед Шаукі — автор ряду новел, що дивом збереглися, а також низки текстів дидактичного спрямування на різні теми, що були зібрані разом у збірці під назвою «Торговища золота».

## Виноски
1. ↑  Esat Ayyıldız, “Ahmet Şevki’nin Mısır İstiklalinin Müdafaası İçin Sömürge Yöneticisine Hitaben Nazmettiği Lâmiyye’sinin Tahlili”, Arap Edebiyatında Vatan ve Bağımsızlık Mücadelesi, ed. Ahmet Hamdi Can – İhsan Doğru (Ankara: Nobel Bilimsel Eserler, 2021), 1-26.
2. ↑  
My Father Shawky by Hussin Ahmed Shawky 2nd edition (in arabic) General authority of culture palaces 2006 Cairo